# (392843) 2012 UC33
(392843) 2012 UC33 es un asteroide perteneciente al cinturón de asteroides, descubierto el 12 de junio de 2011 por el equipo del Mount Lemmon Survey desde el Observatorio del Monte Lemmon, Arizona, Estados Unidos.

## Designación y nombre
Designado provisionalmente como 2012 UC33.

## Características orbitales
2012 UC33 está situado a una distancia media del Sol de 2,261 ua, pudiendo alejarse hasta 2,273 ua y acercarse hasta 2,250 ua. Su excentricidad es 0,005 y la inclinación orbital 3,576 grados. Emplea 1242,03 días en completar una órbita alrededor del Sol.

## Características físicas
La magnitud absoluta de 2012 UC33 es 17.95.